# El Aguacatito, Guerrero
El Aguacatito är en ort i Mexiko.   Den ligger i kommunen Taxco de Alarcón och delstaten Guerrero, i den södra delen av landet, 110 km sydväst om huvudstaden Mexico City. El Aguacatito ligger 1 892 meter över havet och antalet invånare är 180.
Terrängen runt El Aguacatito är kuperad åt sydväst, men åt nordost är den bergig. Runt El Aguacatito är det ganska tätbefolkat, med 139 invånare per kvadratkilometer. Närmaste större samhälle är Taxco de Alarcón, 4,1 km öster om El Aguacatito. I omgivningarna runt El Aguacatito växer huvudsakligen savannskog.